# 新米爾霍羅德區

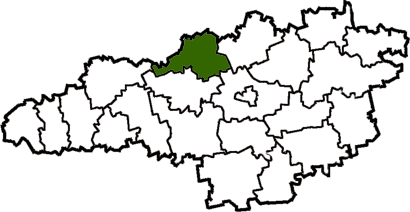

48°46′33″N 31°42′53″E / 48.77583°N 31.71472°E
新米爾霍羅德區（烏克蘭語：Новомиргородський район）是位於烏克蘭中部基洛夫格勒州的舊區，首府設於新米爾霍羅德，並於2020年被撤銷。該區面積1,032平方公里，2013年人口29,419，人口密度每平方公里28.51人。